# Libera Repubblica di Gersau
La Libera Repubblica di Gersau (in tedesco Freie Republik Gersau) è stato un piccolo Stato indipendente alpino esistito dal 1433 al 1798; corrispondeva al territorio della città di Gersau ed era immediatamente soggetto al Sacro Romano Impero. Fu definitivamente integrato nella Svizzera nel 1817.

## Storia

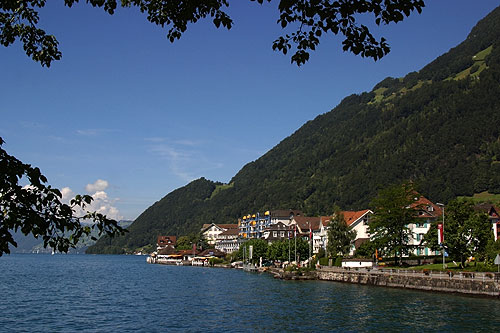
Gersau

Nel 1433 l'imperatore Sigismondo di Lussemburgo ne riconobbe l'immediatezza imperiale, garantendo la protezione dell'imperatore tedesco sul comune. Con un territorio di soli 24 km² diventò una repubblica molto piccola e come tale restò fino al 1798. Dopo l'invasione delle truppe napoleoniche il comune viene integrato nell'effimera Repubblica Elvetica. Dopo alcuni cambiamenti di statuto il destino del comune viene deciso dalla Dieta nel 1817, integrandolo contro la sua volontà nel Canton Svitto.